# Парче неба
Парче неба је осми студијски албум Аце Пејовића, објављен за Гранд продукцију, 18. јула 2015.

## Списак песама
1. А када сване
2. Пет квадрата
3. Амајлија
4. Сто је путева и дана
5. Добродошла туго
6. Последњи фајронт
7. Срећа у несрећи
8. Жар
9. Девојачко веће
10. Боли као метак

## Обраде
- 1. А када сване (оригинал: Nikos Vertis - Ela kai pame)
- 9. Девојачко вече (оригинал: Panos Kiamos - Isa kai Omoia)